# Trophée de la ville de Castelfidardo
Le Trophée de la ville de Castelfidardo (en italien : Trofeo Città di Castelfidardo) est une course cycliste italienne. Créé en 1981, elle est réservée aux coureurs amateurs jusqu'en 2002, où elle devient ouverte aux professionnels. Elle fait partie de l'UCI Europe Tour en 2005 et 2006, en catégorie 1.1, et en 2008, en catégorie 1.2. Elle refait son apparition en 2011 au sein du calendrier amateur italien.
En 2023, elle intègre à nouveau le calendrier de l'UCI Europe Tour en catégorie 1.2. Elle est disputée le dimanche du même week-end que le Grand Prix Santa Rita qui a lieu la veille.
Avec le Grand Prix Santa Rita, il forme les Due Giorni Marchigiana, qui décerne une récompense au meilleur coureur des deux courses.

## Palmarès
| Année     | Vainqueur                                          | Deuxième                                           | Troisième                                          |
| --------- | -------------------------------------------------- | -------------------------------------------------- | -------------------------------------------------- |
| 1981      | Giuseppe Petito                                    | ?                                                  | ?                                                  |
| 1982      | Giocondo Dalla Rizza                               | ?                                                  | ?                                                  |
| 1983      | Claudio Antonioli                                  | ?                                                  | ?                                                  |
| 1984      | Federico Ghiotto                                   | ?                                                  | ?                                                  |
| 1985      | Marco Saligari                                     | ?                                                  | ?                                                  |
| 1986      | Alberto Destro                                     | ?                                                  | ?                                                  |
| 1987      | Silvano Lorenzon                                   | ?                                                  | ?                                                  |
| 1988      | Mario Cipollini                                    | ?                                                  | ?                                                  |
| 1989      | Massimiliano Lunardini                             | ?                                                  | ?                                                  |
| 1990      | Fabio Baldato                                      | ?                                                  | ?                                                  |
| 1991      | Flavio Anastasia                                   | ?                                                  | ?                                                  |
| 1992      | Alberto Destro                                     | ?                                                  | ?                                                  |
| 1993      | Nicola Loda                                        | ?                                                  | ?                                                  |
| 1994      | Christian Leone                                    | ?                                                  | ?                                                  |
| 1995      | Biagio Conte                                       | ?                                                  | ?                                                  |
| 1996      | Moreno Di Biase                                    | ?                                                  | ?                                                  |
| 1997      | Daniele Trento                                     | Romāns Vainšteins                                  | Enrico Saccomani                                   |
| 1998      | Alessio Girelli                                    | Daniele Galli                                      | Nicola Chesini                                     |
| 1999      | Nicola Chesini                                     | ?                                                  | ?                                                  |
| 2000      | Luigi Giambelli                                    | ?                                                  | ?                                                  |
| 2001      | Boštjan Mervar                                     | Paolo Bettini                                      | Dimitri Gainitdinov                                |
| 2002      | Fabio Sacchi                                       | Simone Masciarelli                                 | Paolo Bossoni                                      |
| 2003      | Michele Gobbi                                      | Antonio Bucciero                                   | Eddy Serri                                         |
| 2004      | Emanuele Sella                                     | Boštjan Mervar                                     | Gerrit Glomser                                     |
| 2005      | Murilo Fischer                                     | Giuliano Figueras                                  | Elio Aggiano                                       |
| 2006      | Paolo Bossoni                                      | Alessandro Bertolini                               | Eddy Serri                                         |
| 2007      | Maurizio Girardini                                 | Vladimir Tuychiev                                  | Francesco De Bonis                                 |
| 2008      | Adriano Malori                                     | Aleksandr Dyachenko                                | Luca Gasparini                                     |
| 2009-2010 | Non disputé                                        | Non disputé                                        | Non disputé                                        |
| 2011      | Moreno Moser                                       | Manuel Senni                                       | Maurizio Anzalone                                  |
| 2012      | Andrei Nechita                                     | Luca Orlandi                                       | Matteo Mammini                                     |
| 2013      | Matteo Collodel                                    | Andrea Fedi                                        | Giuseppe Fonzi                                     |
| 2014      | Jakub Mareczko                                     | Nicolas Marini                                     | Luca Pacioni                                       |
| 2015      | Luca Pacioni                                       | Marco Maronese                                     | Riccardo Minali                                    |
| 2016      | Riccardo Minali                                    | Francesco Lamon                                    | Filippo Ganna                                      |
| 2017      | Imerio Cima                                        | Mattia De Mori                                     | Nicolò Rocchi                                      |
| 2018      | Moreno Marchetti                                   | Giovanni Lonardi                                   | Gianmarco Begnoni                                  |
| 2019      | Gianmarco Begnoni                                  | Enrico Zanoncello                                  | Sergey Rostovtsev                                  |
| 2020      | Pas de course en raison de la pandémie de Covid-19 | Pas de course en raison de la pandémie de Covid-19 | Pas de course en raison de la pandémie de Covid-19 |
| 2021      | Cristian Rocchetta                                 | Nicolò Pencedano                                   | Filippo Stocco                                     |
| 2022      | Alberto Bruttomesso                                | Cristian Rocchetta                                 | Carloalberto Giordani                              |
| 2023      | Matteo Pongiluppi                                  | Attilio Viviani                                    | Alessandro Motta                                   |
| 2024      | Francesco Della Lunga                              | Attilio Viviani                                    | Riccardo Perani                                    |
| 2025      | Tommaso Dati                                       | Lorenzo Quartucci                                  | Vicente Rojas                                      |